# Claus Bahrt
Claus Michael Wassersleben Bahrt  (født 27. marts 1959) er en tidligere dansk atlet medlem af IF Gullfoss og fra 1985 KTA.
Bahrt var dansk mester to gange; i diskoskast 1983 og i vægtkast 1988.
Claus Bahrt er bror til Curd Bahrt.

## Danske mesterskaber
- Bronze 1991 Diskoskast 50,85
- Guld 1988 Vægtkast 19,04
- Sølv 1988 Diskoskast 50,08
- Sølv 1986 Diskoskast 47,58
- Sølv 1986 Vægtkast 18,47
- Sølv 1985 Vægtkast 18,84
- Bronze 1984 Diskoskast 49,37
- Guld 1983 Diskoskast 49,91
- Sølv 1983 Vægtkast 18,72
- Bronze 1982 Diskoskast 47,22
- Bronze 1980 Diskoskast 48,08

## Personlig rekord
- Diskoskast: 60,04 17.juli 1989 på Tårnby Stadion